# Josef Stenbäck
Josef Stenbäck (Alavus, 2 maggio 1854 – Helsinki, 27 aprile 1929) è stato un architetto e ingegnere finlandese, noto soprattutto per il gran numero di chiese, 35, progettate e realizzate tra la fine del XIX e l'inizio del XX secolo in stile neogotico e con influssi del nazionalismo romantico e, in misura minore, dell'art noveau.
Degli edifici realizzati, due sono andati distrutti (uno durante la guerra d'inverno, un secondo a causa di un incendio nel 1984). Quattro chiese si trovano nella parte di Carelia rimasta alla Russia, le altre in territorio finlandese.